# 재영
김가온( 1995년 11월 1일 ~ )은 대한민국의 레이싱 모델이다.

## 경력

### 레이싱모델 경력
- 2019년 - 서울오토살롱 포즈 모델
- 2019년 - 아주자동차대학 포즈 모델
- 2019년 - 서울모터쇼